# Le Royaume de Naya
Pour plus de détails, voir Fiche technique et Distribution.
Le Royaume de Naya (Мавка. Лісова пісня ; Mavka. Lisova pisnya) est un film d’animation ukrainien réalisé par Oleh Malamuzh et Oleksandra Ruban, et sorti en 2023.

## Synopsis
« Par-delà les hautes Montagnes Noires se cache un royaume peuplé de créatures fantastiques. Depuis des siècles, elles protègent du monde des hommes une source de vie éternelle aux pouvoirs infinis. Jusqu’au jour où Naya, la nouvelle élue de cette forêt enchantée, rencontre Lucas, un jeune humain égaré dans les montagnes. À l’encontre des règles établies depuis des millénaires, ils vont se revoir, sans prendre garde aux conséquences qui s’abattront sur le royaume. L’aventure ne fait que commencer. »

— Allociné

## Fiche technique
Sauf indication contraire, les informations mentionnées dans cette section peuvent être confirmées par les bases de données cinématographiques IMDb et Allociné,  présentes dans la section « Liens externes ».
- Titre : Le Royaume de Naya
- Titre original : Мавка. Лісова пісня (Mavka. Lisova pisnya)
- Réalisation : Oleh Malamuzh et Oleksandra Ruban
- Scénario : Yaroslav Voytseshek, d'après la pièce de théâtre La Chanson de la Forêt (Лісова пісня)
- Musique : Dario Vero
- Animation : Nataliia Alekseieva
- Direction artistique : Kristian Koskinin
- Création des personnages : Alina Kharchenko
- Décors : Kristian Koskinin
- Son : Hanna Havryliuk
- Production : Anna Yeliseyeva, Iryna Kostiuk, Yehor Olesov
- Sociétés de production : Animagrad Animation Studio, FILM.UA Group
- Sociétés de distribution : Kinomania (Ukraine), KMBO (France)
- Budget : ₴ 187,2 millions
- Pays de production :  Ukraine
- Langue originale : anglais[2]
- Format : couleur — 2,35:1 — Dolby Digital / Dolby Atmos
- Genre : animation, fantasy, aventure, comédie dramatique
- Durée : 90 minutes
- Dates de sortie :
  - Ukraine : 2 mars 2023
  - France : 29 mars 2023
- Classification :
  - France : à partir de 6 ans

## Distribution

### Voix ukrainiennes
Sauf indication contraire, les informations mentionnées dans cette section peuvent être confirmées par la base de données cinématographiques IMDb,  présente dans la section « Liens externes ».
- Nataliia Denysenko : Mavka
- Artem Pyvovarov : Lucas
- Nataliya Sumskaya : la guérisseuse
- Olena Kravets : Kylina
- Nazar Zadniprovskyi : Lesh
- Julia Sanina : Ondina
- Oleh Skrypka : Esprit de Feu

### Voix françaises
Sauf indication contraire ou complémentaire, les informations mentionnées dans cette section proviennent du générique de fin de l'œuvre audiovisuelle présentée ici.
Selon la fiche technique du film sur SensCritique.
- Audrey d'Hulstère : Naya
- Maia Baran : Cécilia
- Damien Loqueneux : Lucas
- Philippe Allard : Motus
- Benoît Van Dorslaer : Vark
- Maxime Van Santfoort : Frol
- Séverine Cayron : Ondine
- Colette Sodoyez : narratrice
- Jean-Michel Vovk : Léo
- Jean-François Rossion : Eric

Studio de doublage : C You Soon

## Production

### Genèse
Le Royaume de Naya est directement inspiré d'une pièce de théâtre datant de 1911 : La Chanson de la Forêt. Cette dernière est une œuvre qui peut être rapproché de la pièce Roméo et Juliette, mais où les deux villages, qui se font face, sont remplacés par les Hommes d'un côté et les créatures de la forêt de l'autre.

## Accueil

### Accueil critique
En France, le site Allociné attribue au film une note de 3,3⁄5 à partir de l'interprétation de 12 critiques de presse.
Le film d'animation est globalement bien reçu par la presse française. C'est notamment le cas parmi la rédaction du Parisien qui résume sa critique ainsi : « Ce film d’animation, s’il pêche sur certaines séquences par son graphisme tape-à-l’œil, déroule une histoire fantastique pleine de suspense, d’humour et de rebondissements qui n’a rien à envier à celles issues des grands studios d’animation américains. ».
Sylvestre Picard (Première) considère le scénario comme étant d'un grand classique, mais souligne une « animation solide » ainsi qu'un design des personnages « très sympathique (avec de vrais méchants bien tordus et violets comme Disney n’ose plus en faire depuis quinze ans ! Ouais !) ». Le critique estime que le film « pourra paraître un poil longuet aux grands dadais qui s’y traîneront (la faute à ses multiples personnages, entraînant autant d’intrigues à boucler en 90 minutes), et les chansons très oubliables (car il y en a : heureusement, elles sont rares), ce Royaume-là est une jolie surprise ».
Pour Stéphane Dreyfus (La Croix), ce long-métrage d'animation aux airs d'un Roméo et Juliette, est « plaidoyer en faveur d’une relation plus harmonieuse entre l’homme et la nature »; plaidoyer jugé comme « dans l’air du temps et relativement convenu ». La critique met en avant une « image de synthèse d'assez belle facture », accompagnée par un design 3D des décors et des personnages d'une bonne qualité et harmonieux. Toutefois, les personnages sont considérés comme « beaucoup trop lisses et désincarnés ! ». En effectuant un rapprochement avec l'actualité du pays en guerre, la critique termine en soulignant l'attrait des mélodies du film qui « adoucissent les mœurs » .
Arthur Champilou pour le site spécialisé aVoir-aLire, va également dans le sens des précédentes critiques. Pour lui, le récit du film, « au schéma narratif classique, ne séduira que les plus jeunes spectateurs ». La mise en scène ne « démérite pas », bien que jugée « inégale ». L'animation est bonne mais « le design des personnages aurait mérité plus de précision et de finesse ». Le critique termine son article en le résumant ainsi : « Le Royaume de Naya fait donc partie de ces films d’animation sans prétention, qui se laissent apprécier par le public auquel leurs producteurs les destinent et qui, malgré toutes leurs conventions, offrent un réel moment de divertissement. On n’en demande pas plus. ».
Pour Cécile Mury (Télérama), le message « gentiment écologique — comment les puissances de la nature se défendent contre la cupidité des humains — se dilue hélas dans le sucre et le plastique. ».

### Box-office
| Pays ou région      | Box-office        | Date d'arrêt du box-office | Nombre de semaines |
| ------------------- | ----------------- | -------------------------- | ------------------ |
| France              | 548 696 entrées   | en cours                   | en cours           |
| Émirats arabes unis | 166 343 $         | 26 avril 2023              | 8                  |
| Ukraine             | 3 831 433 $       | en cours                   | en cours           |
| Italie              | 1 162 698 $       | en cours                   | en cours           |
| Total mondial       | +010 348 313, USD | n/a                        | n/a                |

Pour son premier jour d'exploitation en France, Le Royaume de Naya a réalisé 74 085 entrées, dont 57 144 en avant-première, pour un total de 1 136 séances proposées. En comptant pour ce premier jour les avant-premières, le film se positionne en première place du box-office des nouveautés pour sa journée de démarrage, devant le drame français Je verrai toujours vos visages (43 031).
Au bout d’une première semaine d’exploitation dans les salles françaises, le long-métrage totalise 163 496 entrées, pour une cinquième place au box-office, derrière John Wick : Chapitre 4 (236 751) et devant Mon crime (107 231). La semaine suivante, le long-métrage d'animation se positionne à la neuvième place du box-office hebdomadaire avec 58 427 entrées, derrière Scream VI (58 595) et devant Sage-Homme (53 938).